# Cormeilles, Eure
Cormeilles je naselje in občina v severnem francoskem departmaju Eure regije Zgornje Normandije. Naselje je leta 2008 imelo 1.192 prebivalcev.

## Geografija
Kraj leži v pokrajini Normandiji ob reki Calonne, 69 km jugozahodno od Rouena.

## Uprava
Cormeilles je sedež istoimenskega kantona, v katerega so poleg njegove vključene še občine Asnières, Bailleul-la-Vallée, Le Bois-Hellain, La Chapelle-Bayvel, Épaignes, Fresne-Cauverville, Morainville-Jouveaux, Saint-Pierre-de-Cormeilles, Saint-Siméon in Saint-Sylvestre-de-Cormeilles s 4.613 prebivalci.
Kanton Cormeilles je sestavni del okrožja Bernay.

## Pobratena mesta
- Chepstow / Cas-gwent (Wales, Združeno kraljestvo),
- Decs (Južna prekodonavska, Madžarska).